# Nanuque Airport
Nanuque Airport är en flygplats i Brasilien.   Den ligger i kommunen Nanuque och delstaten Minas Gerais, i den sydöstra delen av landet, 800 km öster om huvudstaden Brasília. Nanuque Airport ligger 198 meter över havet.
Terrängen runt Nanuque Airport är platt. Närmaste större samhälle är Nanuque, 3,1 km sydväst om Nanuque Airport.
Omgivningarna runt Nanuque Airport är huvudsakligen savann. Runt Nanuque Airport är det ganska glesbefolkat, med 32 invånare per kvadratkilometer.